# Karin Laserow
Karin Mailis Laserow, född 19 februari 1950 i Limhamns församling i Malmö, är en svensk antikhandlare och TV-personlighet. Hon var tidigare antikexperten i Bytt är bytt i TV4, under programmets första sex säsonger, innan hon byttes ut hösten 2020. Hon är medlem i Sveriges Konst- och Antikhandlareförening och driver antikvitetsföretaget Laserow Antik i Sverige och i New York. Hon är gift med sjukgymnasten Kay Laserow och paret bor tillsammans i Vollsjö.
Laserow uppmärksammades när hon i första avsnittet av Bytt är bytt var nära att ha sönder en cello värd 500 000 kronor då hon inte satt tillbaka cellon klokt i sin behållare vilket gjorde att instrumentet välte en bit åt höger.